# Marcel Albers
Marcel Albers (ur. 29 kwietnia 1967 roku, zm. 20 kwietnia 1992 roku) – holenderski kierowca wyścigowy.

## Kariera
Albers rozpoczął karierę w międzynarodowych wyścigach samochodowych w 1989 roku od startów w Holenderskiej Formule Ford 1600, gdzie zdobył tytuł mistrzowski. W późniejszych latach Holender pojawiał się także w stawce Niemieckiej Formuły Opel Lotus, Formuły Opel Lotus Nations Cup, Formuły Opel Lotus Euroseries, Grand Prix Makau, Brytyjskiej Formuły 3 oraz Masters of Formula 3.
Albers zginął w wypadku podczas wyścigu trzeciej rundy mistrzostw Brytyjskiej Formuły 3 w sezonie 1992 na torze Thruxton Circuit.